# Obrima pyaloides
Obrima pyaloides là một loài bướm đêm trong họ Erebidae.